# Circolo Sportivo Tommaso Gargallo 1925-1926
Questa voce raccoglie le informazioni riguardanti il Circolo Sportivo Tommaso Gargallo nelle competizioni ufficiali della stagione 1925-1926.

## Rosa
| N. |                   | Ruolo | Calciatore |
| -- | ----------------- | ----- | ---------- |
|    | Italia (bandiera) | D     | Dugo       |
|    | Italia (bandiera) | A     | Di Leo     |
|    | Italia (bandiera) | P     | Peluso     |
|    | Italia (bandiera) | D     | Matarazzo  |
|    | Italia (bandiera) | C     | Adorno     |
|    | Italia (bandiera) | A     | Di Gaetano |
|    | Italia (bandiera) | D     | Sciuto     |

| N. |                   | Ruolo | Calciatore       |
| -- | ----------------- | ----- | ---------------- |
|    | Italia (bandiera) | D     | Bruni            |
|    | Italia (bandiera) | C     | Genesio Pioletti |
|    | Italia (bandiera) | C     | Italia           |
|    | Italia (bandiera) | A     | Rivara           |
|    | Italia (bandiera) | A     | Alvarez          |
|    | Italia (bandiera) | D     | Grassi           |

## Risultati

### Seconda Divisione

#### Girone di andata
| 9 maggio 1926 1ª giornata | Stadium Palermo | 2 – 1 | Tommaso Gargallo |  |

| 16 maggio 1926 2ª giornata | Tommaso Gargallo | 5 – 0 | Reggio Calabria |  |

| 23 maggio 1926 3ª giornata | Tommaso Gargallo | 2 – 1 | Umberto I |  |

##### Girone di ritorno
| 6 giugno 1926 4ª giornata | Tommaso Gargallo | 3 – 2 | Stadium Palermo |  |

| 13 giugno 1926 5ª giornata | Reggio Calabria | 0 – 2 [ referto] | Tommaso Gargallo |  |

| 11 luglio 1926 6ª giornata | Umberto I | 0 – 2 | Tommaso Gargallo |  |